# 자와할랄 네루 대학교
자와할랄 네루 대학교(Jawaharlal Nehru University, जवाहरलाल नेहरू विश्वविद्यालय,JNU 또는 네루 대학교)는 인도 뉴델리에 위치한 대학교이다. 

## 개요
인도의 첫 수상 자와할랄 네루의 이름을 따 명명되었다.
뉴델리 남부 아라발리 언덕 위 숲의 1000에이커를 점유하고 있으며, 연구 중심 대학원 대학교로 약 5500명의 학생이 있다. 학부 과정은 어문학 관련을 제외하고는 개설되어 있지 않다. 교원은 약 550명으로 대학교는 각각 여러 부속 시설이 딸린 10개의 단과 대학과 네 개의 자치 특수 센터로 조직되어 있다.

## 같이 보기
- 인도의 교육